# St. Laurentius (Großlangenfeld)

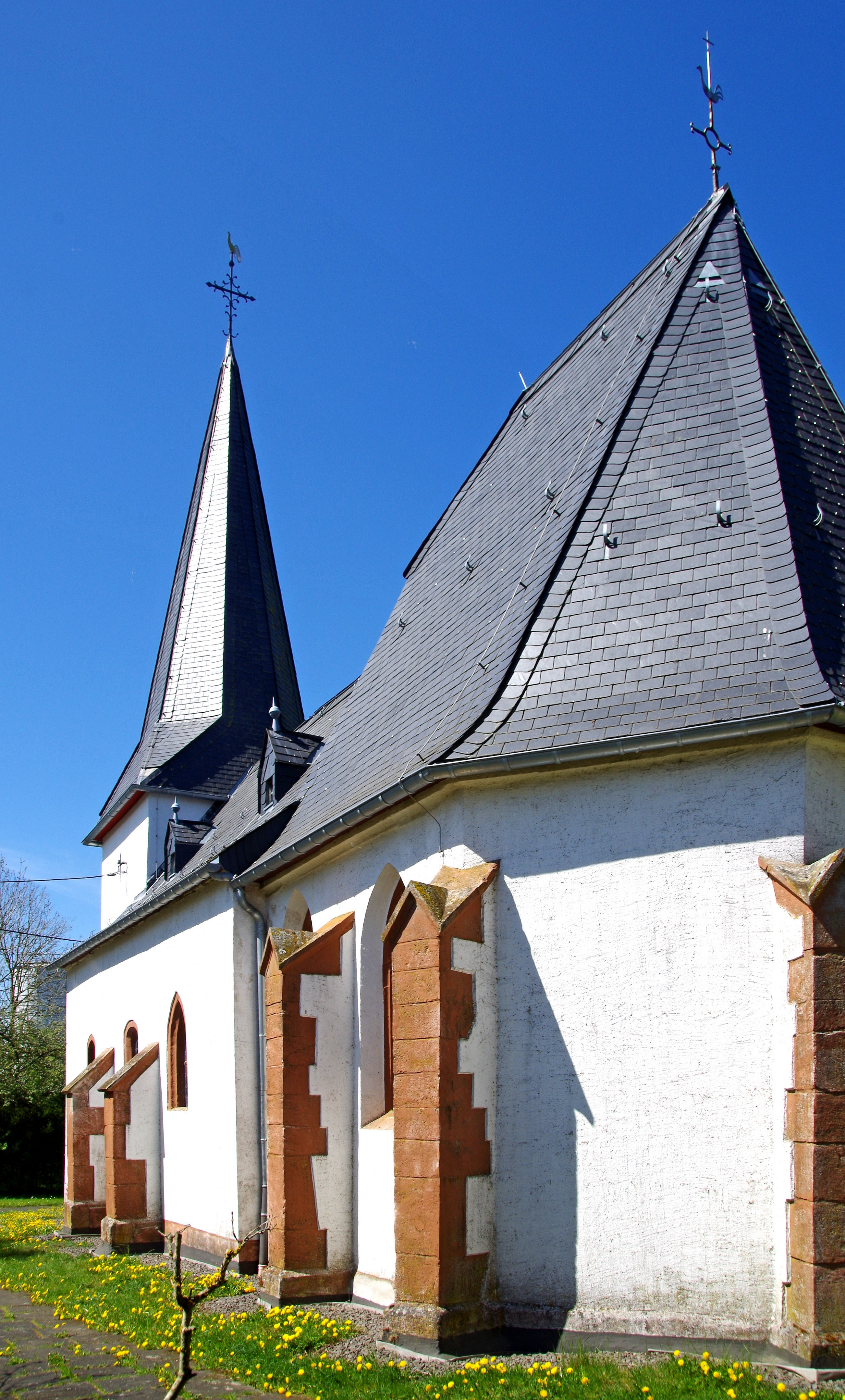
St. Laurentius (Großlangenfeld)

Die Kapelle St. Laurentius ist die römisch-katholische Filialkirche von Großlangenfeld im Eifelkreis Bitburg-Prüm in Rheinland-Pfalz. Die Kirche gehört zur Pfarrei Bleialf in der Pfarreiengemeinschaft Bleialf im Dekanat St. Willibrord Westeifel im Bistum Trier.

## Geschichte
Die Kirche besteht aus einem niedrigen ungegliederten Westturm, einem dreiachsigen Schiff mit Kreuzrippengewölbe und einem erhöhten spätgotischen Chor. Man nimmt an, dass der Chor aus dem 16. Jahrhundert stammt und dass die anderen Teile älter sind. Unterlagen fehlen. Kirchenpatron ist Laurentius von Rom.

## Ausstattung

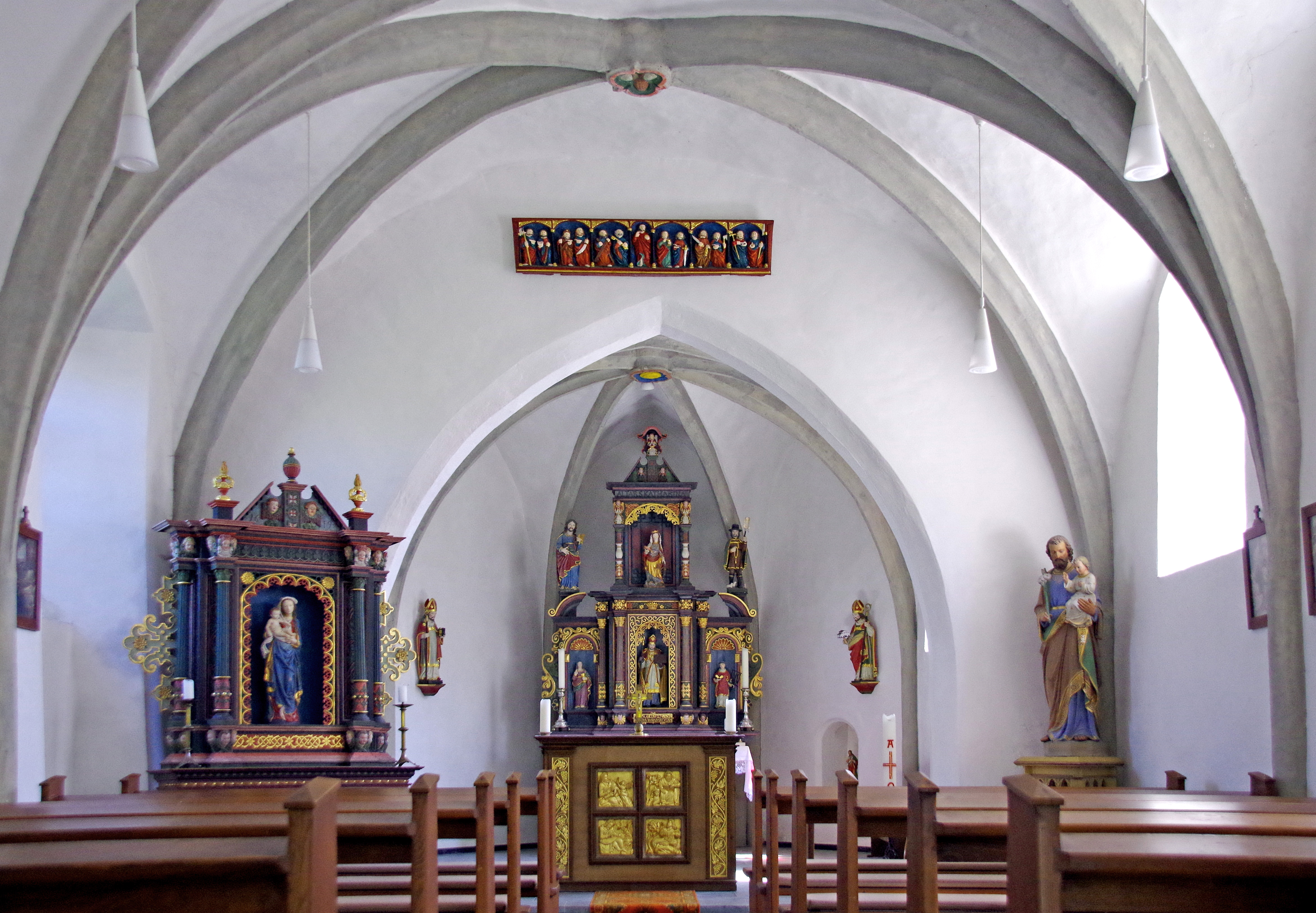
St. Laurentius (Großlangenfeld)

Die Kirche verfügt über einen Spätrenaissancealtar (mit Doppelsäulen und Baldachinaufbau) von 1619 mit sechs Heiligenfiguren: Laurentius, Matthias, Eucharius, Valerius von Trier, Brictius von Tours und der Evangelist Johannes. Der gleichaltrige Seitenaltar zeigt die Holzfigur des heiligen Wendelin als Hirte.